# Heterofagia
Heterofagia é um processo de digestão celular no qual os lisossomos fundem-se com vesículas de material nutritivo englobado por fagocitose ou pinocitose. A Heterofagia digere estruturas que vem de fora da célula.
As partículas que vêem do exterior da célula penetram nela e, face à adição de um lisossomas, forma-se heterolissomas, ocorre a formação de produtos que são digeridos pela célula e de outros que são resíduos e que têm de ser expulsos (exocitose de resíduos).